# Pensament religiós
El Pensament religiós és el pensament que tracta temes religiosos o que s'inspira en l'experiència religiosa i, alhora, el pensament cultivat i expressat per homes i dones religiosos. Pel que fa al cristianisme, és el pensament dels teòlegs cristians que, com a tals, parlen de Déu en el context de la comunitat acadèmica. En aquest sentit, cal deixar de banda els pensadors laics, com Joan Maragall.

## Context català

### Cristianisme
A la nòmina del pensament religiós cristià hi han de figurar els ja traspassats Carles Cardó (1884-1958), Joan Baptista Manyà (1884-1956) i Bartomeu Xiberta (1897-1967). Tots tres formen part, entre d'altres, del grup de clergues intel·lectuals, de formació romana i d'expressió clarament catalana. També hi han de figurar els monjos montserratins Miquel Estradé (1920-1997) i Evangelista Vilanova (1927-2005) i el caputxí Jordi Llimona (1924-1999).
Cardó va saber valorar el modernisme teològic com un intent de superació de la ruptura tràgica entre el pensament catòlic i la cultura hegemònica de la societat civil. L'exili va ser per a Cardó la prova de foc d'on va sortir enarborat com a profeta dels nostres temps. I també va ser l'època en la qual la seva ànima de poeta es va saber expressar millor, com ho testimonia ‘El Càntic Nou’.
Manyà és conegut en l'àmbit de la recerca teològica per l'obra ‘Theologoumena’, centrada en la lluita titànica entre Déu i l'home. La convergència entre la lluita teològica de Manyà per salvar l'home (també l'home Jesús) i la secular trajectòria de les definicions de fe, demostra el seu tremp de teòleg autèntic.
Xiberta va ser ‘el català de Roma’, com el pare Batllori el va qualificar. Va viure de prop el Concili Vaticà II gràcies a l'amistat que mantenia amb el cardenal Jubany, copatrici, que el va associar com a teòleg. El nom de Xiberta evoca el teòleg del sagrament de la penitència –la ‘Clavis Ecclesiae’–, sempre present a les disputes teològiques dels darrers temps. Des de la perspectiva de la cultura, Xiberta és el català que es va saber fer present en gairebé totes les manifestacions de la vida intel·lectual del país. Dels teòlegs catòlics encara en actiu, cal fer esment de J.M. Rovira-Belloso, Josep Vives i J.I. González-Faus.

### Altres religions
Pel que fa al camp del diàleg interreligiós, cal destacar el jesuïta Xavier Melloni. També Lluís Duch, monjo de Montserrat, mereix una menció especial, ja que ha sabut apropar el pensament religiós protestant. En aquest sentit, també s'ha d'esmentar Sebastià Janeras, que ha fet el mateix amb el pensament religiós ortodox. Un corrent que, a Barcelona, compta amb l'Escola de Teologia Ortodoxa Sant Gregori Palamas. Tots ells, ja sigui en qualitat de docents o d'emèrits, formen part de la facultat de Teologia de Catalunya o bé d'altres centres superiors vinculats d'alguna manera a la facultat. Són, a més, especialistes en diversos camps com ara la sistemàtica, la moral, la Bíblia, la litúrgia, el dret canònic i la història de l'església.
En aquesta línia, cal subratllar la contribució al pensament religiós budista de la mà de Basili Llorca, sense oblidar l'actuació del monestir budista Sakya Tashi Ling del Garraf. Pel que fa al pensament religiós islàmic, a més de l'actuació del Consell Islàmic Cultural de Catalunya, s'han d'esmentar els noms i les obres de Dolors Bramon, Joan Vernet i Mikel de Epalza.
Quant al pensament religiós evangèlic a Catalunya, val a dir que gaudeix d'una llarga tradició. En aquest sentit, és bo recordar la presència de D. Bonhoeffer a Barcelona, com a vicari de l'església luterana durant els anys trenta. Una presència constatable a l'obra ‘Cartes des de Barcelona’. Actualment, són dignes de menció l'Ateneu Teològic, l'Església Protestant de Barcelona-Centre i l'Església Evangèlica de Catalunya, de Rubí. Com a teòlegs de la tradició protestant, cal esmentar Joana Ortega Raya i Carles Capó.
Avui el pensament religiós a Catalunya, com arreu, ha deixat de tenir el ressò que havia tingut en altres temps. La secularització galopant ha provocat, entre altres coses, el ‘silenci de Déu’ i, com a conseqüència, la ‘marginació’ d'aquest pensament. Una exclusió, d'altra banda, gens greu, sobretot si tenim present que el Déu cristià és un Déu a qui plau habitar als ‘marges' i encarnar-se en totes les formes d'expressió de les veus bandejades. El pensament religiós, al nostre temps i al nostre país, ha après a posar-se al servei del ‘silenci de Déu’ i ho ha fet, segons sembla, meritòriament.